# Scott M. Matheson

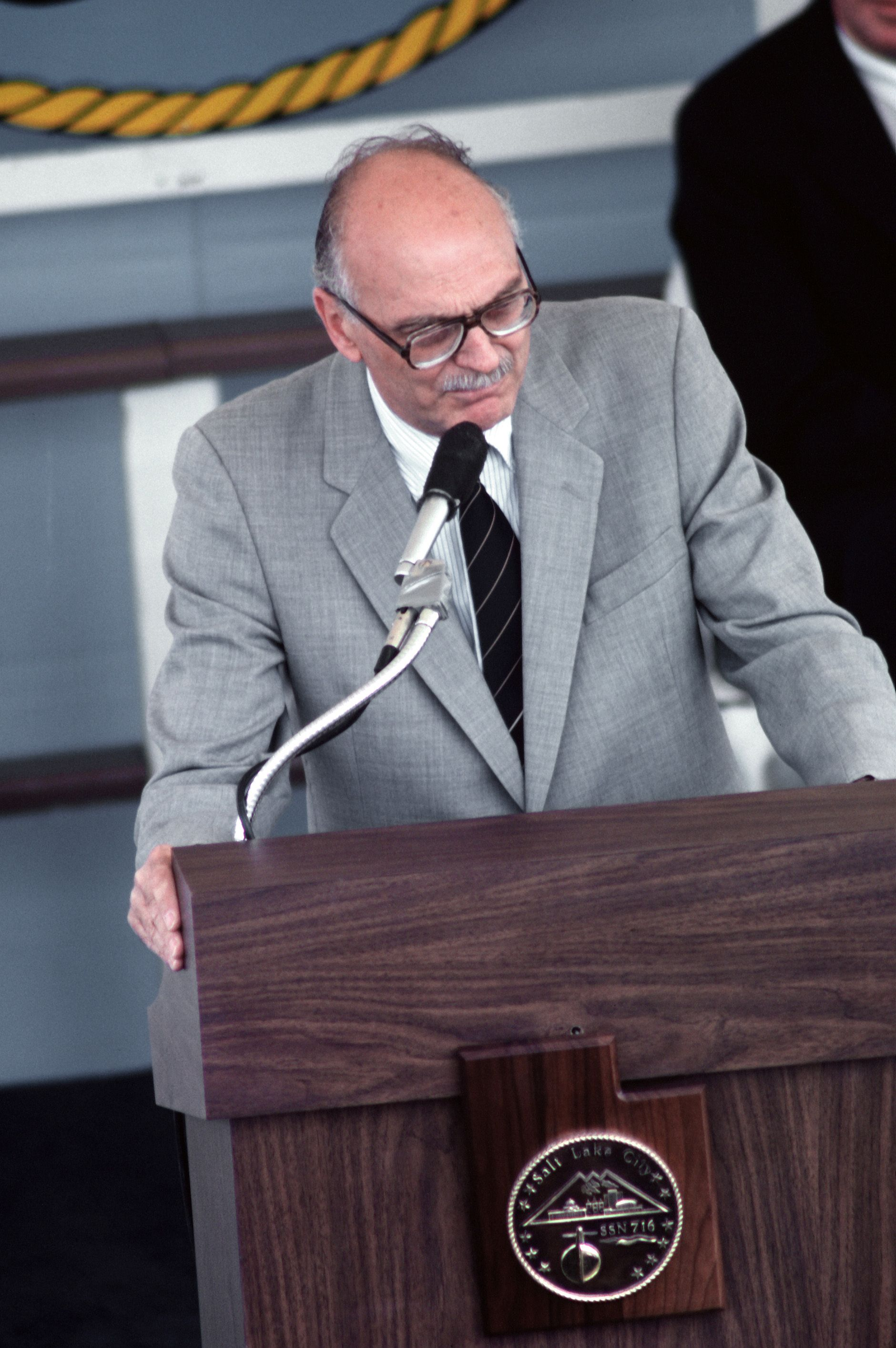
Scott M. Matheson

Scott Milne Matheson (* 8. Januar 1929 in Chicago, Illinois; † 7. Oktober 1990) war ein US-amerikanischer Politiker (Demokratische Partei), der von 1977 bis 1985 Gouverneur des Bundesstaates Utah war.

## Frühe Jahre
Seine Familie zog nach Parowan, Utah, als er noch fünf Jahre alt war. Später zogen sie nach Salt Lake City, wo sein Vater stellvertretender US-Attorney von Utah wurde. Matheson graduierte 1946 an der Salt Lake City's East High School. Anschließend machte er 1950 seinen Abschluss in Politikwissenschaften an der University of Utah und 1952 seinen Abschluss in Jura an der Stanford Law School. Nachdem er seine Zulassung als Anwalt erhalten hatte, praktizierte er einige Jahre in Cedar City, Utah. Mitte der 1950er Jahre zog er dann nach Salt Lake City, wo er Deputy Salt Lake County Attorney wurde. Dann arbeitete er von 1958 bis 1976 in der Rechtsabteilung der Union Pacific Railroad Company. Dazwischen war er allerdings von 1969 bis 1971 drei Jahre lang als stellvertretender General Counsel für die Anaconda Copper Company tätig.

## Gouverneur von Utah
Matheson wurde 1976 zum Gouverneur von Utah gewählt und einmal wiedergewählt. Er bekleidete dieses Amt vom 3. Januar 1977 bis zum 7. Januar 1985. Matheson genoss die Funktionsweise der Regierung, hatte einen Hang für die Details und Formen der Regierungsbeziehungen, war ein geschickter Verwalter und wurde häufig als "technician governor" bezeichnet. Als Gouverneur ging er einigen wichtigen Punkten nach. Durch die äußeren Kräfte, ob es sich dabei um Bundesbehörden, nationale Energieunternehmen oder leistungsfähige regionale Interessensgemeinschaften handelte, die offensichtlich wurden und mehr an Bedeutung zunahmen, versuchte er mehr als seine Vorgänger zuvor etwas Kontrolle über Utahs Angelegenheiten zu bekommen. Ferner befürwortete er ein Bündnis zwischen der Regierung und der Unternehmensgemeinschaft, um Wachstum und insbesondere die Erschließung von Utahs Bodenschätzen zu fördern. Deshalb arbeitete er eng mit Großkonzernen und dem Western Regional Council zusammen, der aus leitenden Angestellten der größten Unternehmen innerhalb des Westens bestand und sich selbst als regionales Äquivalent zu der National Business Roundtable bezeichnete. Matheson lehnte die Entwicklung des MX-Raketensystems in Utah ab, wobei er anfangs dafür war. Er war auch gegen den Transport von feuchtem Nervengas von Colorado zu Utahs Tooele Army Depot. Darüber hinaus unterstützt er das Central Utah Project und löste das Project Bold aus, was ein Plan für Landtausch zwischen der Bundes- und der Landesregierung vorsah. Als Gouverneur hatte er den Vorsitz über die National Governors Association, war in der bundesstaatlichen Intergovernmental Task Force on Water Policy tätig und hatte den Vorsitz bei den Four Corners Regional Commission und den Western Governors' Policy Office. Zum Schluss entschied er sich gegen eine dritte Amtszeit.

## Weiterer Lebenslauf
Nach dem Ende seiner Amtszeit ging er wieder seiner Anwaltstätigkeit in Salt Lake City nach. Matheson starb an den Folgen von Krebs im Alter von einundsechzig Jahren.
Er war Mitglied der Kirche Jesu Christi der Heiligen der Letzten Tage. Mit seiner Ehefrau Norma Louise Warenski hatte er vier gemeinsame Kinder. Scott Matheson Jr. ist Bundesrichter am United States Court of Appeals für den zehnten Gerichtskreis, Jim Matheson ist seit 2001 Abgeordneter im Repräsentantenhaus der Vereinigten Staaten.